# Adrian Griffin
Pour les articles homonymes, voir Griffin.
Adrian Griffin, né le 4 juillet 1974, à Wichita, au Kansas, est un joueur et entraîneur américain de basket-ball. Il évolue aux postes d'arrière et d'ailier.

## Biographie
Griffin est champion NBA en tant qu'entraîneur adjoint avec les Raptors de Toronto en 2019.
Le 5 juin 2023, il devient l'entraîneur principal des Bucks de Milwaukee mais il est licencié dès janvier 2024.

## Palmarès
- Champion des Amériques 1997
- Champion USBL 1998, 1999
- Champion CBA 1999
- Joueur de l'année USBL 1999
- MVP de la post-saison USBL 1998, 1999
- All-USBL First Team 1998, 1999
- USBL All-Defensive Team 1999
- MVP CBA 1999
- MVP des playoffs CBA 1999
- All-CBA First Team 1998, 1999
- CBA All-Defensive First Team 1998, 1999
- CBA All-Rookie First Team 1997

## Statistiques
| Équipe    | Année     | Saison régulière | Saison régulière | Saison régulière | Saison régulière | Saison régulière | Playoffs | Playoffs  | Playoffs | Playoffs | Playoffs |
| Équipe    | Année     | Matchs           | Victoires        | Défaites         | %                | Classement       | Matchs   | Victoires | Défaites | %        | Résultat |
| --------- | --------- | ---------------- | ---------------- | ---------------- | ---------------- | ---------------- | -------- | --------- | -------- | -------- | -------- |
| Milwaukee | 2023-2024 | 43               | 30               | 13               | 69,8%            | Limogé           | -        | -         | -        | -        |          |
| Total     | Total     | 43               | 30               | 13               | 69,8%            |                  | -        | -         | -        | -        |          |

## Vie privée
Il est le père d'A. J. Griffin, choisi en 16e position de la draft 2022 par les Hawks d'Atlanta.